# Молино дел Ге (Бјела)
Молино дел Ге је насеље у Италији у округу Бијела, региону Пијемонт.
Према процени из 2011. у насељу је живело 17 становника. Насеље се налази на надморској висини од 309 м.